# Pozzo Alto
Pozzo Alto è una frazione del comune di Pesaro, già comune autonomo fino al 1929.
È un piccolissimo centro medioevale posto a cavallo tra Tavullia e i centri abitati di Osteria Nuova frazione di Montelabbate, Borgo Santa Maria frazione di Pesaro.

## Storia
Le origini del nucleo abitativo sono molto incerte: potrebbero risalire alla fondazione del castello, del quale le prime testimonianze scritte sono datate al 1290.
I presupposti del nuovo piccolo centro fortificato andrebbero correlati al più vasto quadro geopolitico nel quale la città di Pesaro si trovava ad operare nel XIII secolo.
A quel tempo, Pesaro, si trovava minacciata dalle mire espansionistiche delle vicine città di Rimini e Fano, pertanto Pozzo nasce come avamposto fortificato nel settore nord-occidentale del territorio pesarese a diretto controllo di una delle strade di accesso alla Romagna.
Pozzo, dopo alterne vicende, che lo videro nel 1443 conquistato, in un estremo effimero scorcio, da Sigismondo Pandolfo signore di Rimini, dal 1446 ritornò dominio degli Sforza, legando definitivamente le sue sorti a Pesaro.

## Monumenti e luoghi d'interesse
Il castello costituisce un tipo di installazione militare caratteristica del periodo. Dal punto di vista tipologico presenta caratteri comuni a molti piccoli centri murati, caratterizzati da un circuito tondeggiante munito di un cassero in cui si apriva l'unica porta alla sommità di una ripida rampa di accesso esposta al tiro dei difensori. Delle due torri castellane, non più esistenti, resta una testimonianza negli acquarelli del Mingucci.